# Аталок (епископ Нарбона)

Вестготское королевство в 586—711 годах

Аталок (Аталох; лат. Athaloc или Athalocus; умер не ранее 587) — епископ Нарбона во второй половине 580-х годов. Один из немногих испанских епископов арианского вероисповедания, имя которого упоминается в средневековых исторических источниках.

## Биография
О происхождении и ранних годах жизни Аталока ничего не известно. В исторических источниках сообщается только о том, что он был последовательным приверженцем арианства. Точно не установлено, когда Аталок взошёл на кафедру Нарбонской митрополии, и был ли он вообще признан духовенством и жителями Нарбона своим епископом. Предыдущим известным главой Нарбонской митрополии был епископ Аквилин, время деятельности которого приблизительно датируется 560 годом. Возможно, Аталок входил в число тех ариан, которые, по сообщению Исидора Севильского, при короле Леовигильде заняли места изгнанных епископов-никейцев.
По свидетельству, сохранившемуся в «Истории франков» Григория Турского, Аталок уже некоторое время был главой Нарбонской митрополии, когда в феврале 587 года король вестготов Реккаред I объявил о своём переходе из арианства в ортодоксальное христианство. Вскоре после этого король направил послания к духовенству и мирянам Вестготского королевства с требованием полностью отказаться от арианского вероисповедания. В том числе, такой приказ был отправлен и в Септиманию. Однако вопреки воле короля Аталок продолжил преследование христиан-никейцев, а также всячески препятствовал обращению в ортодоксию нарбонских ариан.
По содержащемуся в «Житиях Меридских отцов» свидетельству, Аталок был инициатором мятежа против короля Реккареда I. Здесь же сообщается об охвативших в то время Нарбон сильных беспорядках и об убийстве в городе арианами множества местных ортодоксальных христиан. В то же время, существуют свидетельства об участии в мятежах против Реккареда I (в том числе и в Септимании) не только ариан, но и ортодоксальных христиан. Предполагается, что вражда части испанских христиан-никейцев к королю была вызвана желанием сохранить вестготскую идентичность, которая, по их мнению, ставилась под угрозу принятием «римской веры» в качестве государственной религии Вестготского королевства.
Поддержанный вестготскими графами Гранистой и Вилдигерном, епископ Аталок сумел подчинить своей власти всю Септиманию. Надеясь восстановить в Вестготском государстве превосходство арианского вероисповедания, вожди мятежа вознамерились свергнуть Реккареда I с престола. Это им казалось тем более возможным, что в то же время в Мериде подняли восстание городской граф Сегга и епископ Сунна. Возможно, Аталок, из-за духовного сана сам не имея возможности взойти на престол, намеревался сделать монархом одного из своих сообщников по мятежу и управлять вместе с ним государством.
Ища союзников, Аталок, Граниста и Вилдигерн обратились за военной помощью к правителю франкской Бургундии Гунтрамну, к тому времени уже несколько лет воевавшему с вестготами. Несмотря на то, что бургундский король был исповедником ортодоксии, он оказал помощь восставшим и возобновил военные действия. Вероятно, Гунтрамн намеревался воспользоваться смутой в Вестготском королевстве и расширить свои владения за счёт септиманских земель. Дважды франкские войска ходили в походы в Септиманию — в 587 и 589 годах — и оба раза сражались с вестготами вблизи Каркасона. В первой из битв они, возглавляемые герцогами Дезидерием и Австровальдом, едва не одержали победу, но гибель одного из франкских военачальников заставила войско Гунтрамна возвратиться на родину. Во втором же сражении франки под командованием герцога Бозона были наголову разбиты дуксом (герцогом) Лузитании Клавдием. Вестготские историки Иоанн Бикларийский и Исидор Севильский превозносили эту победу своих соотечественников как невиданную вестготами никогда доселе. После одного из сражений при Каркасоне был подавлен и мятеж в Септимании.
О дальнейшей судьбе Аталока достоверных сведений не сохранилось. Скорее всего, как и многие другие восставшие против Реккареда I персоны епископ и его сообщники были отправлены в изгнание. В труде Григория Турского сообщается о том, что Аталок, скоропостижно скончался подобно Арию, уже увидев торжество ортодоксии в Нарбонской епархии. Вероятно, что епископ Нарбона умер не насильственной смертью. Дата этого события в источниках не упоминается. Известно только то, что уже мае 589 года Аталок не властвовал над своей епархией и в Третьем Толедском соборе участвовал новый нарбонский епископ Мигетий. Так как Аталок был твёрдым приверженцем арианства, его часто не включают в списки глав Нарбонской митрополии.

## Комментарии
1. ↑  О том, когда был подавлен возглавленный епископом Аталоком Нарбонским мятеж, имеются разные мнения. Часть историков считает, что это произошло после первого сражения при Каркасоне, состоявшегося в 587 году[16][17]; часть — что уже после победы герцога Клавдия[7][12][15].